# Notograptiden
Notograptiden (Notograptidae) zijn een familie van straalvinnige vissen uit de orde van baarsachtigen (Perciformes).

## Geslacht
- Notograptus Günther, 1867